# Montrol-Sénard
Montrol-Sénard ist eine französische Gemeinde mit 253 Einwohnern (Stand 1. Januar 2022) im Département Haute-Vienne in der Region Nouvelle-Aquitaine. Sie gehört zum Arrondissement Bellac und zum gleichnamigen Kanton. 

## Lage
Sie grenzt im Nordwesten an Nouic, im Norden an Mortemart, im Nordosten an Blond, im Südosten an Cieux, im Süden an Javerdat und im Südwesten an Montrollet.

## Bevölkerungsentwicklung
| Jahr      | 1962 | 1968 | 1975 | 1982 | 1990 | 1999 | 2008 | 2013 |
| --------- | ---- | ---- | ---- | ---- | ---- | ---- | ---- | ---- |
| Einwohner | 477  | 375  | 333  | 292  | 238  | 226  | 238  | 255  |

## Sehenswürdigkeiten
- Kirche Saint-Julien, Monument historique

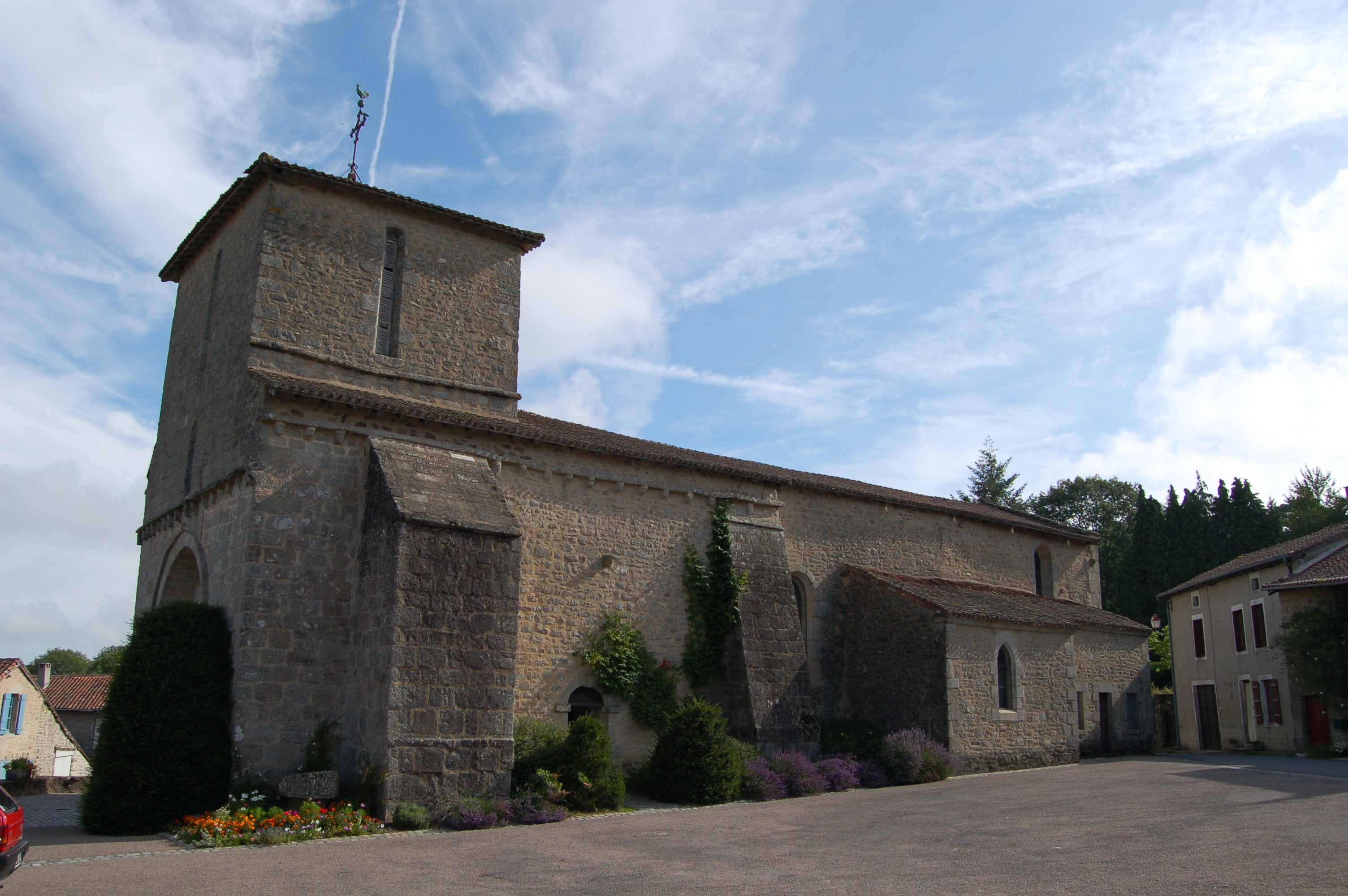
Kirche Saint-Julien

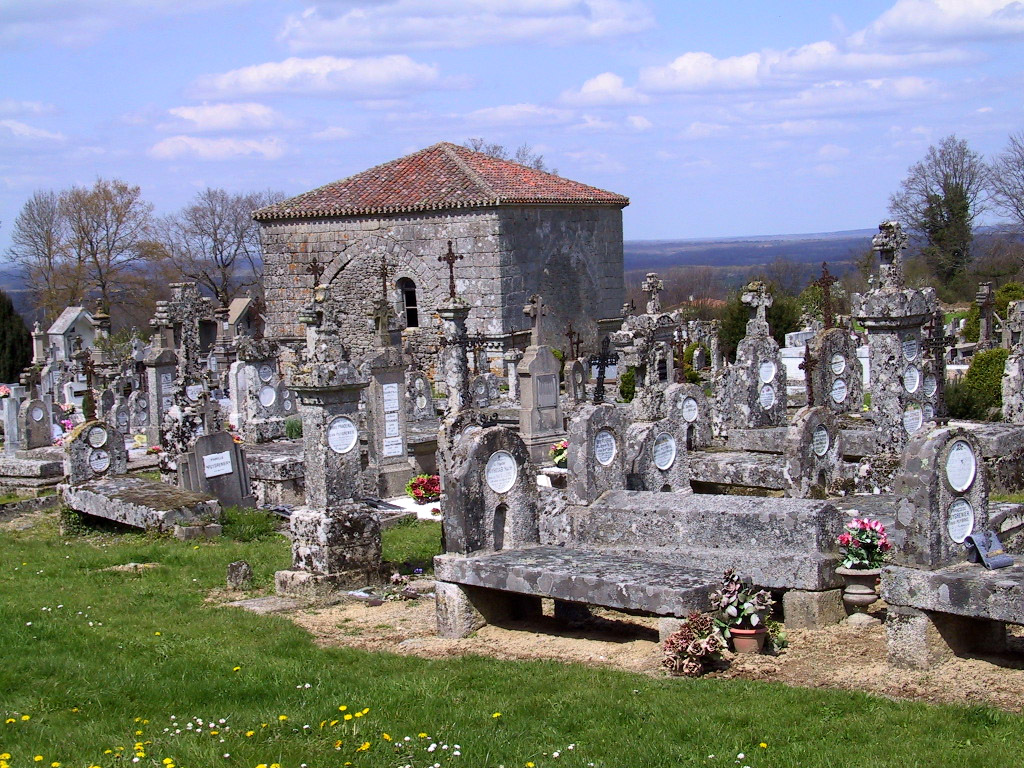
Friedhofskapelle

- Friedhofskapelle